# Пиреш де Каштру, Алвару
Дон А́лвару Пи́реш де Ка́штру (порт. Álvaro Pires de Castro, ок. 1310 г. — 11 июня 1384 г., Лиссабон) — галисийско-португальский дворянин, военный и политический деятель XIV века, представитель португальской ветви могущественного рода Кастро (порт. Каштру); 1-й граф Виана-ду-Каштелу, 1-й граф Аррайолуш, 1-й коннетабль Португалии.

## Происхождение

Герб Алвару Пиреш де Каштру

Алвару Пиреш де Каштру (для родового имени встречаются также написания порт. Peres de Castro и порт. Pérez de Castro) был незаконнорождённым сыном влиятельного кастильского феодала Педро Фернандеса де Кастро (исп. Pedro Fernández de Castro) и Алдонсы Лоренсо де Вальядарес (исп. Aldonza Lorenzo de Valladares). Он приходился старшим братом фаворитке португальского наследного принца Педру Инес де Кастро (после смерти признанная женой Педру). Единокровными братом и сестрой Алвару были галисийский влиятельный феодал Фернандес Руис де Кастро (исп. Fernán Ruiz de Castro), граф Монфорте-де-Лемос, и кастильская королева Хуана де Кастро (исп. Juana de Castro), жена Педро I, короля Кастилии.

## Биография
Галисийский род Кастро к XIV веку имел прочные связи с португальским королевством. Инес де Кастро приехала в Португалию в 1340 году ко двору жены наследного принца Педру, будущей королевы Констансы, которая происходила из Кастилии. Муж Констансы Педру влюбился в Инес де Кастро, они стали любовниками. Этой связи пытался помешать отец Педру, король Португалии Афонсу IV, но безуспешно. Алвару Пириш ди Каштру прибыл в Португалию в 1340-х годах и был принят ко двору принца Педру. Инес родила Педру четверых детей. Усилившееся влияние Алвару, как и других галисийских и кастильских дворян при дворе его сына, тревожило Афонсу IV; он опасался вовлечения Португалии в династические распри соседних государств. В этих политических интригах также был активен единокровный брат Алвару кастилец Фернандес Руис де Кастро. Афонсу IV опасался, что в результате политических интриг португальский трон попадёт в кастильские руки. В 1355 году, когда стало ясно, что братья Кастро склоняют Педру объявить претензии на трон Кастилии и Леона, Афонсу IV приказал убить Инес де Кастро. Взбешённый Педру восстал против отца, Алвару в этом вооружённом конфликте принял сторону Педру.
В 1357 году король Афонсу IV умер, трон перешёл к Педру I. Он собрал во дворце вельмож и поклялся им, что был официально обвенчан с Инес. Алвару был близок к Педру I, постепенно он стал одним из самых влиятельных вельмож при королевском дворе и в португальском королевстве. Педру I умер в 1367 году, королём стал его сын от Констансы Фернанду I. Алвару сохранил свои позиции при новом короле. Указом от 1371 года Алвару был присвоен созданный специально для него титул графа Виана-ду-Каштелу. Подросший сын Алвару Педру ди Каштру вместе со своими кузенами (детьми Педру I Португальского и Инес де Кастро) Жуаном и Динишом (порт. Dinis de Portugal, Senhor de Cifuentes) сформировали своеобразное влиятельное лобби при дворе короля Фернанду I. Поначалу это лобби поддерживало королеву Леонору Теллеш де Менезеш, но с течением времени их интересы и интересы королевы разошлись.
В 1377 году король пожаловал Алвару Пиреш де Каштру ещё один титул, созданный для него — графа Аррайолуш. Во время военных действий Португалии с Кастилией в 1381—1382 годах Алвару был назначен королём командующим всей португальской армией. Для высшей военной должности в королевстве король создал титул Коннетабля Португалии и назначил Алвару на эту должность. Коннетабль Португалии считался первым лицом государства после короля. Алвару был также назначен мэром (порт. alcaide-mor) Лиссабона и лордом Кадавала.
После смерти в 1383 году короля Фернанду I, не оставившего наследника, в разразившейся войне за престол Алвару принял сторону своих племянников — детей Инес де Кастро, он стал открытым противником королевы Леоноры Теллеш де Менезеш. Его отношения с ещё одним претендентом на престол, также внебрачным сыном Педру I великим магистром Ависского ордена Жуаном (ставшим впоследствии королём Жуаном I) были неоднозначными: вначале Алвару выступил против королевы Леоноры, но дистанцировался от Жуана, когда тот повёл себя очень мягко с городами, поддержавшими королеву. Несмотря на это, его собственные дети Афонсу де Каштру, Беатриса де Каштру, а также жена его сына Педру де Каштру Леонора де Менезеш (порт. Leonor de Menezes, вероятно, сестра королевы Леоноры Теллеш де Менезеш) присутствуют в списке последователей Жуана I (согласно документам Ависского ордена), и внуки Алвару во время правления Жуана I были очень влиятельны и близки к правящему дому.
Алвару Пиреш де Каштру умер в июне / июле 1384 года и похоронен вместе с женой в монастыре Санто Доминго в Лиссабоне (порт. Igreja de São Domingos). После смерти Алвару, сменщиком на посту Коннетабля Португалии стал его лейтенант Нуну Алвареш Перейра, К нему же перешёл титул графа Аррайолуш.

## Потомки
Алвару Пиреш де Каштру был женат на Марие Понсе де Леон (порт. Maria Ponce de León), у них было 5 детей:
- Педру де Каштру (порт. Pedro de Castro), к нему перешёл титул лорда Кадавала;
- Изабел де Каштру (порт. Isabel of Castro), жена графа Трастамара;
- Афонсу де Каштру (порт. Afonso de Castro), лорд Каштру-Верди;
- Элвира де Каштру (порт. Elvira de Castro);
- Беатриса де Каштру (порт. Brites de Castro), жена графа Майорга.